# Polykratés ze Samu
Polykratés ze Samu byl přibližně v letech 538 př. n. l.-522 př. n. l. starověký řecký tyran na ostrově Samu. Vybudoval velké loďstvo a ovládl několik sousedních ostrovů. Lstí byl zajat a krutě popraven perským satrapou Oroitem.

## Polykratův prsten

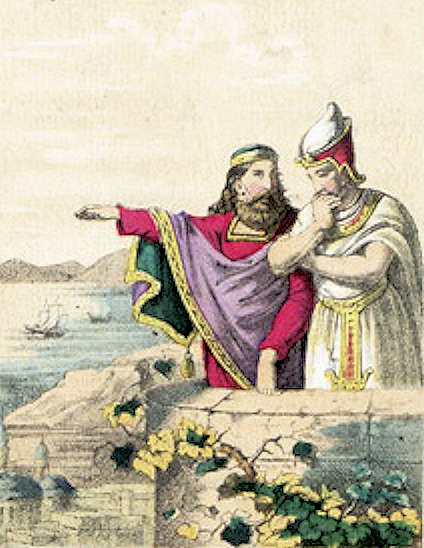
Polykratés s Ahmosem II.

O Polykratovi se vypravuje, že se mu v každém počínání mimořádně dařilo. Jeho přítel, egyptský faraon Ahmose II., ho v dopise varoval, že po tak nepřirozeném štěstí obvykle následuje velký pád. Proto mu poradil, aby se zbavil něčeho cenného a utišil tak závist bohů. Polykratés uposlechl a hodil do moře svůj nejdražší prsten. Za pár dní přinesl jeden rybář do tyranova paláce nezvykle velkou rybu jako dar vladaři. Když ji v kuchyni rozřízli, našli v jejích útrobách ztracený prsten. Tak Polykratés pochopil, že svému osudu neujde; a opravdu, zanedlouho byl zavražděn v Sardách.
Pověst zpracoval Friedrich Schiller v baladě Prsten Polykratův. Stejnojmenná opera E. W. Korngolda přenáší motiv marné snahy oklamat štěstěnu do současnosti. Rudolf Mertlík pojmenoval svou knihu antických mýtů převyprávěných pro mladé čtenáře Polykratův prsten.